# Черепово (деревня, Москва)
Черепово — деревня в Новомосковском административном округе Москвы (до 1 июля 2012 года была в составе Ленинского района Московской области). Входит в состав района Троицк.

## Население
| 1859 | 1890 | 1899 | 1926 | 2002 | 2006 | 2010 |
| ---- | ---- | ---- | ---- | ---- | ---- | ---- |
| 100  | ↗110 | ↘56  | ↗121 | ↘18  | ↘16  | ↗50  |

## География
Находится в южной части Новомосковского административного округа, примерно в 32 км к юго-западу от центра города Москвы, на реке Череповке бассейна Пахры.
В 4 км северо-западнее деревни проходит Калужское шоссе А130, в 10 км к юго-востоку — Варшавское шоссе, в 12 км к югу — Московское малое кольцо А107, в 14 км к северо-востоку — Московская кольцевая автодорога, в 10 км к востоку — линия Курского направления Московской железной дороги.
Рядом с деревней находятся 2 пруда, которые образовались в результате строительства в советское время небольшой плотины. В деревне имеются 3 общественных колодца.
Связана автобусным сообщением с микрорайоном «В» Троицка. Ближайшие населённые пункты — деревни Евсеево и Яковлево.

## История
В «Списке населённых мест» 1862 года — казённая деревня 1-го стана Подольского уезда Московской губернии по левую сторону старокалужского тракта, в 13 верстах от уездного города и 29 верстах от становой квартиры, при колодцах, с 12 дворами и 100 жителями (42 мужчины, 58 женщин).
По данным на 1890 год — деревня Десенской волости Подольского уезда с 110 жителями.
В 1913 году — 18 дворов.
По материалам Всесоюзной переписи населения 1926 года — деревня Яковлевского сельсовета Десенской волости Подольского уезда в 4,3 км от Калужского шоссе и 12,8 км от станции Подольск Курской железной дороги, проживал 121 житель (58 мужчин, 63 женщины), насчитывалось 23 крестьянских хозяйства.
С 1929 до 2012 гг. — населённый пункт Московской области в составе Красно-Пахорского района (1929—1946); Калининского района (1946—1957); Ленинского района (1957—1960, 1965—2012); Подольского района (1960—1963); Ленинского укрупнённого сельского района (1963—1965).
С 2012 года — в составе города Москвы.